# Half-Life
Half-Life (с англ. — «период полураспада») — компьютерная игра в жанре научно-фантастического шутера от первого лица, разработанная американской компанией Valve Corporation и изданная компанией Sierra Studios 19 ноября 1998 года для персональных компьютеров. Первая игра в серии Half-Life. Технически основана на значительно переработанном движке Quake от id Software.
В 2001 году студия Gearbox Software портировала Half-Life на консоль PlayStation 2.
Также игра разрабатывалась для платформы Sega Dreamcast, но релиз был отменён.
В январе 2013 года Valve портировала игру на Linux и OS X. Игра Black Mesa (2020), разработанная студией Crowbar Collective, представляет собой переработанный и расширенный ремейк оригинальной игры Half-Life.
Half-Life стала одной из первых игр, в которых сюжет развивается полностью внутри игрового пространства без использования видеозаставок. Игровые издания высоко оценили новаторский стиль повествования, являющийся главным достоинством игры. Другой сильной стороной игры называют искусственный интеллект противников. Half-Life является одной из первых игр, где у игрока появились союзники. Многие издания отмечают, что данная игра произвела революцию в жанре шутера от первого лица и положила начало новому этапу его развития.
Игра получила большое количество положительных отзывов от игровой прессы.
Более 50 игровых изданий признали Half-Life «Игрой года», а журнал PC Gamer трижды называл её «лучшей игрой из когда-либо созданных».
На волне успеха игры были выпущены несколько дополнений: Half-Life: Opposing Force, Half-Life: Blue Shift и Half-Life: Decay.
Кроме того, было создано много официальных модификаций, в том числе сетевых: Counter-Strike, Team Fortress Classic, Deathmatch Classic, Day of Defeat, Ricochet.
В 2004 году было выпущено продолжение — Half-Life 2, также признанное «Игрой года» большинством изданий.

## Сюжет
История игры рассказывается без помощи кат-сцен. Развитие сюжета происходит при помощи скриптовых сцен, функционирующих непосредственно внутри игрового действия. Игровой процесс и подача сюжета при таком подходе образуют единое целое. За всеми событиями игрок наблюдает глазами главного героя — Гордона Фримена. Выслушивая очередной монолог или же наблюдая за важным сюжетным событием, игрок не утрачивает контроль над главным героем, за исключением нескольких скриптовых сцен. В то же время самого персонажа нельзя увидеть со стороны или услышать его голос. Все эти приёмы способствуют погружению игрока в игровую реальность, создавая эффект присутствия.
Большое влияние на сюжетную линию и угнетающую атмосферу Half-Life оказал сериал «За гранью возможного», особенно серия «Пограничная полоса», а концепция игры родилась под впечатлением от повести Стивена Кинга «Туман» и сериала «Секретные материалы».
Действие игры происходит в гигантском сверхсекретном научно-исследовательском комплексе «Чёрная Меза» (англ. Black Mesa — «Чёрная столовая гора»), который находится в недрах горы, расположенной в американском штате Нью-Мексико. Действующий персонаж игры — молодой талантливый научный сотрудник, доктор философии (PhD) в области теоретической физики Гордон Фримен, работающий в Лаборатории аномальных материалов, которая находится в Чёрной Мезе.
Сюжет разбит на главы, названия которых иногда представляет игру слов с физической и математической терминологией. Например, название десятой главы «Residue Processing» («Переработка отходов») означает также вычисление интегралов на комплексной плоскости с помощью вычетов.
Игра начинается с того, как главный герой путешествует через всю «Чёрную Мезу» на монорельсовой вагонетке внутренней транспортной системы, что даёт игроку представление об общем облике и масштабах исследовательского комплекса. Прибыв с опозданием на своё рабочее место — в Лабораторию по исследованию аномальных материалов, Гордон Фримен облачается в защитный костюм H.E.V., необходимый для работы в опасных условиях, и направляется в тестовую камеру С-33/а сектора C для участия в эксперименте. В ходе опыта под луч антимасс-спектрометра помещается неизвестный образец кристалла «GG-3883», который вызывает катастрофические последствия, именуемое «каскадным резонансом».
В считанные минуты облик комплекса меняется кардинальным образом. Вследствие каскадного резонанса начался портальный шторм, представляющий собой беспорядочное открытие и закрытие порталов между Землёй и инопланетным миром Зен. Через эти порталы в «Чёрную Мезу» начали попадать неизвестные существа, нападая на персонал комплекса. Участник эксперимента доктор Илай Вэнс просит Гордона выбраться на поверхность и вызвать помощь.
Отбиваясь от пришельцев, Гордон Фримен добирается до поверхности с помощью выживших учёных и охранников, когда узнаёт, что правительство США выслало на подмогу спецподразделение HECU. Впрочем, вскоре оказывается, что солдаты HECU получили задание устранить все следы эксперимента, в том числе — его свидетелей. Высадившись в комплексе, они сталкиваются с инопланетными формами жизни и начинают военные действия за контроль над «Чёрной Мезой», попутно расстреливая либо забирая на допрос ничего не подозревавший персонал. Гордон вынужден искать другой путь в недрах комплекса. По словам одного из выживших учёных, единственный путь к спасению — комплекс F, также именуемый как комплекс «Лямбда». Фримен отправляется туда, по пути разобравшись с огромными щупальцевидными существами — «тентаклями» и гигантским боевым организмом, засевшим в железнодорожном депо — Гаргантюа, а также запустив спутник на орбиту, жизненно важный для устранения последствий каскадного резонанса.
На пути к комплексу «Лямбда» Гордон впервые сталкивается с новым противником — оперативниками секретного подразделения (англ. Black Ops), прибывших в комплекс вслед за солдатами HECU для уничтожения комплекса с помощью термоядерного заряда. Учёный с боем пробивается через них, но попадает в засаду солдат HECU. Они оглушают его и бросают в огромный гидравлический пресс для переработки отходов. Учёный выбирается из западни и вынужден следовать к комплексу «Лямбда» через завод по переработке отходов.
Пройдя инженерные помещения, Фримен попадает в секретные лаборатории, где задолго до рокового эксперимента, вызвавшего каскадный резонанс, другие учёные изучали природу и существ из инопланетного мира Зен. Спасая нескольких сотрудников лаборатории, Гордон продолжает свой путь и выбирается на поверхность.
На поверхности дела обстоят ничуть не лучше, чем под землёй: повсеместно происходят боевые столкновения между подразделениями HECU и армиями пришельцев. Фримен уничтожает несколько военных машин (от вертолёта до танков), пробирается через заминированное здание, и, воспользовавшись системой наведения, вызывает несколько мощнейших авиаударов, чтобы убить ещё одного Гаргантюа и вскрыть запечатанный проход к комплексу «Лямбда».
Тем временем солдаты HECU в боях с пришельцами несут тяжёлые потери и получают приказ о срочной эвакуации. Покинутая ими «Чёрная Меза» подвергается массированной бомбардировке с воздуха. В свою очередь, Гордон пробивает себе путь к комплексу «Лямбда».
Оказавшись в комплексе «Лямбда», Фримен запускает ядерный реактор и восстанавливает подачу энергии, что делает возможным открытие портала прямо в Зен. Как объясняют учёные команды «Лямбда», по ту сторону присутствует некая сила, не позволяющая на стороне Земли закрыть межпространственные порталы и избавиться от последствий каскадного резонанса. Задача Гордона заключается в том, чтобы найти и устранить эту силу.
Пройдя сквозь открытый портал, Фримен попадает в загадочный и опасный мир пришельцев, состоящий из парящих над бездной островов (астероидов). Отбиваясь от представителей местной фауны, Гордон находит телепорт, позволяющий двигаться дальше.
Учёный попадает на очередной остров, на котором обитает огромное паукообразное существо — Гонарх, являющееся маткой хедкрабов. Учёный побеждает Гонарха и продолжает путь.
Диковинный биом Зена сменяется территориями, обжитыми разумными существами Зена — вортигонтами. Фримен попадает сначала на «завод», где «производят» солдат-грантов, а затем в логово того самого существа, которое мешает закрыться пространственному разлому — огромного Нихиланта. В финальной битве Фримен уничтожает кристаллы, подпитывающие силу лидера пришельцев, а затем и сам мозг Нихиланта. После этого гибель самого Фримена в обрушивающейся комнате, казалось бы, неминуема, но его спасает загадочный человек с чемоданчиком — G-Man.
Таинственный незнакомец рассказывает о произошедших за это время событиях в комплексе «Чёрная Меза». В конце концов Фримен оказывается в вагонетке монорельсового метро, в которой он совершал поездку во вступительной части игры. Вагончик словно несётся сквозь пространство и время. Загадочный человек продолжает свою речь, выражая восхищение действиями Гордона Фримана, и предлагает кандидатуру учёного своим таинственным нанимателям для дальнейшей работы на него. Он ставит Фриману безальтернативный выбор: согласиться на работу или же отказаться и неё и быть обречённым на битву без шансов на выживание. Выбор, совершаемый игроком, приводит к одной из двух концовок:
- Шагнув в телепорт за открывшейся дверью вагонетки, Фримен принимает предложение о работе, после чего G-Man хвалит его за «мудрый выбор» и оставляет учёного в пустоте наедине с собой в ожидании появления работы для него. Перед финальными титрами появляется текст следующего содержания: «Объект: Фримен. Статус: Нанят. Ожидает назначения».
- В противном же случае, если не войти в портал за отведённое время, G-Man с сожалением констатирует его отказ и помещает безоружного Фримена в Зене в окружении выживших пришельцев. Финальный текст гласит: «Объект: Фримен. Статус: наблюдение прекращено. Посмертное заключение: объект отклонил предложение работы».

Любой осуществлённый выбор приводит к завершению игры Half-Life. Сюжет продолжения Half-Life 2 предполагает, что Гордон Фримен принял предложение G-Man’а.

## Игровой процесс
Являясь шутером от первого лица, игра представляет игровой мир глазами главного героя. Игровой процесс не разделён на миссии или этапы, поэтому действие заключается в непрерывном передвижении по целостным локациям, лишь технически разделённым на карты (хотя в середине игры протагониста оглушают солдаты HECU, и он приходит в себя уже в другой локации). Все карты линейны и, как правило, предполагают единственный возможный путь для прохождения. Связанные сюжетом и месторасположением карты объединены в поименованные главы.
Большую часть времени, как и в любом другом шутере, игроку предстоит отстреливаться от врагов. Степень жизнеспособности игрока определяется показателем здоровья и уровнем зарядки защитного костюма. Оба показателя можно восполнить несколькими способами, например, подбирая разбросанные по карте батареи и аптечки или пользуясь стационарными зарядными станциями. В любое время игроку доступны загрузки и сохранения.
Характерной особенностью геймплея Half-Life является постоянное взаимодействие игрока с окружающей средой. Например, игрок может пододвинуть ящик, чтобы забраться на нужную высоту, или набросать в воду лёгких бочек, чтобы перебраться на противоположный берег. На основе интерактивности окружения построено множество головоломок, которые могут потребовать от игрока сообразительности.
Другое проявление интерактивности окружения — возможность использования стационарного оружия, такого как орудие танка или пулемёт. Ещё один пример использования нестандартного оружия — вызов авиаудара по противнику при помощи задания цели на электронной карте. В качестве транспортного средства выступает вагонетка, поездке на которой посвящена целая глава.
Особым элементом геймплея являются так называемые джамп-пазлы. Игроку приходилось прыгать по платформам, корректируя в полёте дальность и направление прыжка. Джамп-пазлы достигли своего апогея в главе «Зен», где игрок прыгает на огромные расстояния по летающим островкам мира чужих при уменьшенной гравитации с «модулем длинных прыжков» на костюме.

### Противники и союзники

На этом моменте игрок должен пересечь водохранилище по плотине, охраняемой вертолётом «Апач» и группой солдат HECU

В начальной, ознакомительной части игры, в отношении игрока никто не проявляет агрессию, однако уже в третьей главе в локациях появляются разнообразные противники. Некоторые из них начнут атаковать, как только увидят; другие не проявят агрессию, пока их не тронут. Кроме врагов, иногда встречаются и персонажи, которые могут встать на сторону игрока.
Персонажи, встречаемые в игре Half-Life, можно разделить на следующие категории:
- Враги-пришельцы из пограничного мира Зен. К их числу относятся такие монстры, как хедкрабы, зомбированные ими люди, вортигонты, хаундаи, барнаклы, буллсквиды, тентакли, гаргантюа, снарки, ихтиозавры, пиявки, пехотинцы пришельцев, контроллеры, гонарх, Нихилант. Также у пришельцев есть лазерная пушка, но она встречается всего один раз в главе «Забудьте о Фримене!».
- Подразделения армии США, прибывшие в «Чёрную Мезу» для уничтожения последствий катастрофы и всех её свидетелей. К их числу относятся профессиональные солдаты из спецподразделения HECU (сокр. от англ. Hazardous Environment Combat Unit, дословно — «Боевое подразделение для действий в особо опасных условиях окружающей среды») и тренированные убийцы — чёрные оперативники (калька с англ. Black Operations — «секретные операции»). Солдаты HECU располагают больши́м арсеналом станкового оружия и военной техники (как наземной, так и воздушной). Они начинают сразу атаковать врага, если заметят его. Кроме того, в Чёрной Мезе кое-где расставлены автоматические пулемётные установки (турели), которые активируются, если задеть луч красного лазера или подойти вплотную.
  - Помимо турелей HECU, в игре встречаются подвесные турельные установки, используемые самой «Чёрной Мезой» в охранных целях, при этом без разбора атакующие все формы жизни. Часть из них можно обесточить с помощью распределительных щитов или пультов управления, однако чаще всего игрок будет вынужден их уничтожать.
- Гражданские лица — сотрудники центра, которые до катастрофы были коллегами Фримена, а после стали его союзниками. Охранники обеспечивают огневую поддержку и имеют доступ к закрытым для игрока помещениям. У учёных также есть определённый уровень допуска, позволяющий им дать игроку доступ к некоторым помещениям, пройдя сканирование сетчатки глаза. К тому же, если игрок сильно ранен, они могут подлечить его.

### Оружие
Арсенал оружия в Half-Life представляет собой комбинацию из земного и инопланетного вооружения. Кроме изредка доступных турелей и стационарных орудий, игрок использует для уничтожения врагов носимые с собой 14 видов оружия. Многие из них имеют также альтернативный режим стрельбы. Единственным оружием ближнего боя является монтировка, которая стала символом Гордона Фримена и всей серии игр. Из огнестрельного оружия присутствуют пистолет Glock 17, револьвер Colt Python, пистолет-пулемёт HK MP5SD с подствольным 40-мм гранатомётом M203, дробовик Franchi SPAS-12 и РПГ ATGM-4000, а снайперским оружием служит арбалет с оптическим прицелом.
Во второй половине игры Фримен добывает мощное экспериментальное оружие: тау-пушку и глюонную пушку. Также игрок может использовать против скоплений врагов взрывчатые боеприпасы типа осколочной гранаты Mk II и радиоуправляемого фугаса, а мины с лазерным сенсором позволяют организовывать опасные ловушки для противников. Инопланетное оружие представлено стреляющим самонаводящимися «осами» биологическим ружьём («ручным ульем») и маленькими плотоядными снарками (названными в честь персонажа поэмы Льюиса Кэрролла «Охота на Снарка»), которые атакуют все без исключения наземные цели.

### Сетевая игра
Сетевая игра в Half-Life включает командный и одиночный deathmatch-режимы. В многопользовательском режиме были изменены некоторые параметры оружия для большей сбалансированности и динамичности игры, в частности, была увеличена отдача тау-пушки.

## Разработка
| Системные требования | Системные требования                                            | Системные требования                                            |
| -------------------- | --------------------------------------------------------------- | --------------------------------------------------------------- |
|                      | Минимальные                                                     | Рекомендуемые                                                   |
| Windows              |                                                                 |                                                                 |
| ОС                   | Microsoft Windows XP                                            | Microsoft Windows XP                                            |
| ЦПУ                  | 500 МГц                                                         | 800 МГц                                                         |
| Объём ОЗУ            | 96 МБ                                                           | 128 МБ                                                          |
| Видеокарта           | минимум 16 МБ видеопамяти                                       | 32 МБ и более видеопамяти                                       |
| Звуковая плата       | DirectX-совместимая                                             | DirectX-совместимая                                             |
| Сеть                 | доступ в Интернет                                               | доступ в Интернет                                               |
| Устройства ввода     | клавиатура, компьютерная мышь                                   | клавиатура, компьютерная мышь                                   |
| Linux                |                                                                 |                                                                 |
| ОС                   | Linux Ubuntu 12.04                                              | Linux Ubuntu 12.04                                              |
| ЦПУ                  | Dual-core от Intel или AMD на 2.8 ГГц                           | Dual-core от Intel или AMD на 2.8 ГГц                           |
| Объём ОЗУ            | 1 ГБ                                                            | 1 ГБ                                                            |
| Видеокарта           | nVidia GeForce 8600/9600GT, ATI/AMD Radeon HD2600/3600          | nVidia GeForce 8600/9600GT, ATI/AMD Radeon HD2600/3600          |
| Звуковая плата       | OpenAL-совместимая                                              | OpenAL-совместимая                                              |
| Сеть                 | доступ в Интернет                                               | доступ в Интернет                                               |
| Устройства ввода     | клавиатура, компьютерная мышь                                   | клавиатура, компьютерная мышь                                   |
| OS X                 |                                                                 |                                                                 |
| ОС                   | OS X Snow Leopard 10.6.3                                        | OS X Snow Leopard 10.6.3                                        |
| Объём ОЗУ            | 1 ГБ                                                            | 1 ГБ                                                            |
| Видеокарта           | NVIDIA GeForce 8 и выше, ATI X1600 и выше, Intel HD 3000 и выше | NVIDIA GeForce 8 и выше, ATI X1600 и выше, Intel HD 3000 и выше |
| Сеть                 | доступ в Интернет                                               | доступ в Интернет                                               |
| Устройства ввода     | клавиатура, компьютерная мышь                                   | клавиатура, компьютерная мышь                                   |

Half-Life стала первой разработкой студии Valve Corporation, основанной в 1996 году выходцами из Microsoft — Майком Харрингтоном и Гейбом Ньюэллом. Их мечтой было сделать страшный 3D-шутер, для этой цели они даже приобрели у id Software лицензию на движок Quake. Поначалу компании было трудно найти издателя, многие считали их проект «слишком амбициозным» для студии, возглавляемой новичками в игровой индустрии. Но Sierra On-Line была очень заинтересована изданием 3D-Action-игры, особенно созданной на основе движка Quake, и быстро взяла Valve под своё крыло.
На ранних этапах разработки игра носила кодовое название Quiver (с англ. — «дрожь» или «колчан для стрел»). Игра создавалась по мотивам повести Стивена Кинга «Туман», в которой эксперименты на военной базе Арроухэд (англ. Arrowhead, букв. «наконечник стрелы») привели к вторжению на Землю монстров из параллельного мира. На концепцию игры также повлияли телесериалы «Секретные материалы» и «За гранью возможного», в частности, серия последнего «Пограничная полоса» (1963), в которой учёные, экспериментирующие с магнитным полем, открывают проход в параллельный мир. Гейб Ньюэлл объяснял в интервью, что название «Half-Life» (означающее период полураспада радиоактивных элементов) было выбрано потому, что оно подходило под общую картину игры, не являлось клише и имело свой символ — греческую букву «λ» (лямбда), обозначающую постоянную распада в уравнении закона радиоактивного распада. Впрочем, одним из вариантов названия также было «Half-Death» — «полусмерть», по аналогии с «Half-Life», что буквально означает «полужизнь».
Главный герой игры, учёный, позже получивший имя Гордон Фримен, поначалу был безымянным; его ранняя модель, с густой бородой и крупным телосложением, носила шуточное название «Космический Байкер Иван» (англ. Ivan the Space Biker). Сценарист Марк Лэйдлоу намеревался дать ему имя «Дайсон Пуанкаре» в честь Фримена Дайсона и Анри Пуанкаре. Все карты, представленные в игре, сначала рисовались на бумаге группой дизайнеров, программистов и аниматоров, задачей которых было сделать интересные уровни, и при этом в полную силу использовать все доступные Valve технологии.
Первоначально охранники и учёные, работавшие в исследовательском центре «Чёрная Меза», где происходит действие игры, должны были быть противниками игрока. Разработчик искусственного интеллекта Стив Бонд использовал их для проведения экспериментов над командным поведением врагов. Он заставлял охранников следовать за игроком, вместо того чтобы с ним сражаться — так было легко проверять их способности к навигации в пространстве. Однако разработчикам так понравилась необычная для того времени идея с союзниками игрока, что в результате роль Фримена была изменена, а сама игра подверглась полной переработке.
Впервые Half-Life была продемонстрирована публично в 1997 году на всемирной игровой выставке E3, где демонстрация игрового процесса произвела фурор. Система анимации и игровой искусственный интеллект для того времени казались чем-то невероятным.
В августе 1997 года Valve наняла писателя-фантаста Марка Лэйдлоу, известного по романам «Kalifornia» и «The 37th Mandala», для работы над сюжетом и персонажами игры. Half-Life первоначально предполагалось выпустить в конце 1997 года ради конкуренции с Quake II, но тогда в Valve решили, что игра ещё не готова к выпуску.
В 2003 году в разделе «Making Of…» журнала Edge Гейб Ньюэлл затронул тему трудностей, связанных с дизайном уровней на раннем этапе разработки игры. Дизайнерами постоянно собирался уровень, включающий в себя всё оружие, всех врагов, скриптовые сцены. Этот единственный уровень вдохновлял студию для продолжения работы над игрой, поскольку разработчики видели плод своих трудов и могли чувствовать, как далеко они продвинулись. В результате, студия полностью закончила доработку интеллекта монстров и все уровни в год выхода игры. На E3-1998 Half-Life получила награды от игровых критиков как «Лучшая ПК-игра» и «Лучшая экшн-игра». Дата выхода ещё несколько раз переносилась, пока, наконец, игра не вышла в ноябре 1998 года.

### Half-Life: Day One
Half-Life: Day One — официальная демоверсия игры, выпущенная 1 сентября 1998 года, то есть примерно за 2 месяца до выпуска Half-Life (в отличие от Half-Life: Uplink, выпущенной уже после выхода игры). Half-Life: Day One не была доступна широкой публике, как Half-Life: Uplink, так как распространялась в OEM-варианте вместе с новыми по тем временам видеокартами.
Данная демоверсия содержала в себе первые 5 глав оригинальной игры и тренировочный уровень «Курс подготовки», однако имела некоторые различия в геймплее. Так, в защитный костюм игрока был «встроен» бинокль, вырезанный из финальной версии и вернувшийся лишь в Half-Life 2.

### Half-Life: Uplink
Half-Life: Uplink (с англ. — «Канал связи») — ещё одна демоверсия Half-Life, выпущенная 12 февраля 1999 года. Uplink представила игрокам основные типы врагов, персонажей и оружия из полной версии, но в отличие от других официальных демоверсий, Half-Life: Day One и Half-Life 2: Demo, локация и сценарий были взяты не из оригинальной игры. Вопреки расхожему мнению, Uplink не является вырезанным эпизодом из Half-Life — его карты были созданы Джоном Гатри (англ. John Guthrie) и Келли Бэйли специально для демонстрации.
Сюжет второй демоверсии частично основан на главе «Коммуникационный центр» из раннего билда Half-Life (v0.52), события которой примерно соответствуют релизной главе «Ядро Лямбды». Как и Day One, Uplink также включает в себя тренировочный уровень из полной версии Half-Life.
Uplink стала доступна для скачивания после выхода Half-Life, позже она была включена в издание Half-Life — Game of the Year Edition, в качестве дополнения. Эпизод издавался и в PS2-версии Half-Life, но для его разблокировки требуется демодиск Sony Underground Demo June 2002 из журнала Playstation Magazine № 57.

## Оценки игроков и критиков
| Сводный рейтинг       | Сводный рейтинг              |
| Агрегатор             | Оценка                       |
| --------------------- | ---------------------------- |
| GameRankings          | 94,02 % (PC) 83,23 % (PS2)   |
| Metacritic            | 96/100 (PC) 87/100 (PS2)     |
| MobyRank              | 94 / 100                     |
| Иноязычные издания    |                              |
| Издание               | Оценка                       |
| AllGame               | [ 62 ]                       |
| Edge                  | 9 / 10                       |
| GameRevolution        | A                            |
| GameSpot              | 9,4 / 10 (PC) 8,8 / 10 (PS2) |
| IGN                   | 9,5 / 10 (PC) 9,1 / 10 (PS2) |
| Computer Gaming World | [ 68 ]                       |
| GameStats             | 9,3 / 10                     |
| Русскоязычные издания |                              |
| Издание               | Оценка                       |
| Absolute Games        | 95 %                         |
| Game.EXE              | 93 %                         |
| «Игромания»           | 9,5/10                       |

Half-Life была принята игроками позитивно, получила множество положительных отзывов и наград. По состоянию на 16 ноября 2004 года было продано восемь миллионов копий игры, а к 2008 году было продано уже 9,3 миллиона копий. По данным Steam Spy на декабрь 2017 года, в сервисе цифровой дистрибуции Steam игру приобрели примерно 6,8 миллиона игроков.
Half-Life получила хорошие оценки от большинства критиков, что подтверждает совокупный балл 96 из 100 на агрегаторе отзывов Metacritic. Джефф Грин в Computer Gaming World писал, что игра «не просто одна из лучших игр года. Это одна из лучших игр за все годы, классика, в тысячу раз лучшая любого непосредственного конкурента, а также — говоря об одиночном режиме — лучший шутер со времён Doom». В обзоре Absolute Games рецензент заключил, что Half-Life стала представителем следующего этапа развития 3D-шутеров, и после её выхода разрабатывать бессюжетные шутеры станет «некрасиво и невыгодно». IGN описал её как «демонстрация системы мастерства в игровом дизайне, определяющая однопользовательская игра среди шутеров от первого лица». IGN также включил Half-Life в десятку игр, оказавших наибольшее влияние на развитие видеоигр. В ретрообзоре от «Игромании» отмечается, что именно непрерывное повествование без видеовставок и текстовых приложений сделало Half-Life настоящим шутером от первого лица, а сюжет после этого начал играть важную роль в данном жанре видеоигр. GameSpot утверждал после выхода игры, что она была ближе всех к совершению революционного прорыва в жанре, чем какие-либо другие до неё, а в 2007 году Half-Life была включена в список величайших игр всех времён по версии GameSpot. В 2004 году GameSpy провёл опрос читателей сайта для определения величайшей игры всех времён, Half-Life и здесь уверенно победила, обойдя в финале Super Mario Bros. 3.
Захватывающее погружение в игру и интерактивное окружение были названы несколькими рецензентами революционными. Allgame писал: «Не каждый день вы столкнётесь с игрой, которая совершает революцию в жанре, а Half-Life делает именно это». Hot Games, комментируя реализм и игровое окружение, писал: «всё это поднимает игровые впечатления на совершенно захватывающий уровень, остальные игры теперь выглядят по сравнению с ней довольно низкокачественными». MyGamer отмечает, что на протяжении всей игры «живость игрового мира по-настоящему обволакивает и Фримена, и игрока». В рецензии Game.EXE главным достоинством игры названо именно взаимодействие игрока с окружением и разнообразие ситуаций, с которыми сталкивается протагонист, а другие аспекты игры оценены как выполненные просто на достойном уровне. «Игромания» пишет, что разработчики в первую очередь пытаются «заселить игрока в живой мир, а уже затем — дать в руки оружие», а игрок в процессе прохождения развивается вместе с главным персонажем.
Музыка и остальное звуковое сопровождение Half-Life также способствуют погружению в игровую атмосферу. Рецензент IGN отмечает, что каждый звук в игре может служить тревожным сигналом встречи с чем-то новым и страшным, отдельно выделив хитроумное применение звуков переговоров между вражескими солдатами. В рецензии Computer Gaming World звуковые эффекты и озвучивание оценены как одинаково великолепные, усиливающие ощущение у игрока, что он «глубоко увяз в настоящем кошмаре». Game Revolution пишет, что ненавязчивая музыка вносит существенный вклад в создание общей атмосферы, а шквал звуковых эффектов значительно улучшает впечатление от прохождения игры.
Многие критики особенно отметили проработку игрового искусственного интеллекта противников. В IGN похвалили в первую очередь слаженные действия солдат HECU: «просто удивительно, как хорошо может быть реализован искусственный интеллект, и он, вероятно, стоит того, чтобы играть в Half-Life лишь ради сражений с пехотинцами». В обзоре журнала Edge отмечено, что противники иногда совершают самые неожиданные выходки, а инопланетные монстры и чёрные оперативники «наделены лучшим ИИ, который когда-либо был в PC-играх». В рецензии Game Revolution также пишется, что враги не позволяют спокойно уничтожать себя из безопасного места, как в Quake, они пытаются обходить с флангов и заставляют игрока покидать укрытия. Рецензент Absolute Games назвал искусственный интеллект довольно интересным, хоть и не идеальным, указав на заметное значение системы логических триггеров, в случае сбоя которой противники находятся в замешательстве и неадекватно реагируют на протагониста.
Кроме многочисленных похвал некоторые стороны игры получили негативные отзывы отдельных критиков. В первую очередь это относится к заключительной части игры c отправкой игрока в Зен; например, в рецензии на Just RPG пишется, что это похоже просто на попытку затянуть игру ещё примерно на час и излишне отдаляет сюжет от реальности. Нелюбовь некоторых игроков и критиков к Зену можно объяснить тем, что резкая смена обстановки лишает игрока части предыдущего опыта решения головоломок, заставляет под конец игры изучать новые приёмы (например, длинные прыжки с использованием специального модуля).

## Портирования

### PlayStation 2
В 2001 году Half-Life была портирована на PlayStation 2 усилиями студии Gearbox Software. Эта версия игры имела значительно улучшенные модели персонажей, оружия, дополненные и расширенные уровни. Также версия для PS2 имела возможность игры вдвоём и получила кооперативное дополнение, называемое Half-Life: Decay, которое позволяло игрокам играть за двух женщин-учёных, Джину Кросс и Колетт Грин из Чёрной Мезы.

### Прочие платформы
Версия для Apple Macintosh, которая была вполне готова, так и не вышла в свет. Данный порт был отменён из-за несовместимости с Windows-версией мультиплеера. Создатели также поняли, что модификации для PC-версии Half-Life не подходят к Macintosh-порту.
Игра была портирована на Android энтузиастами из команды SDLash3D (ныне Flying With Gauss), для чего был использован совместимый с GoldSrc движок Xash3D. Исходный код порта доступен на GitHub, где и была выложена первая стабильная версия в мае 2015 года. Управление в этом порте адаптировано для сенсорных экранов, присутствует совместимость с некоторыми дополнениями и модификациями, в частности, с Half-Life: Blue Shift и Counter-Strike. Данная разработка позволила запускать Half-Life, например, на «умных часах» с Android Wear.

## Последующие разработки

### Дополнения

Игровой процесс Half-Life: Blue Shift. В этом дополнении игрок выступает в роли охранника Барни Калхауна

Для оригинальной Half-Life были выпущены три дополнения от Gearbox Software: Half-Life: Opposing Force (1999), Half-Life: Blue Shift и Half-Life: Decay (оба — 2001). Сюжеты основной игры и её официальных дополнений очень плотно переплетаются между собой. События, произошедшие в основном сюжете, отражаются и в дополнениях: в некоторых местах можно увидеть Гордона Фримена буквально в шаге от себя или прыгающего в портал. По замыслу, все события — и основного сюжета, и официальных дополнений — происходят одновременно, в результате чего пути героев могут пересекаться, а события влиять как на одну игру, так и на другую.
Half-Life: Opposing Force возвращает игрока в Чёрную Мезу, но в этот раз главным героем является капрал спецподразделения HECU (которое противостояло Гордону в оригинальной игре) Адриан Шепард. Дополнение добавляет несколько новых видов оружия и врагов, несколько моделей, новые карты и сюжет. Эта игра меньше Half-Life: 13 глав против 19 в оригинале (включая прологи и эпилоги).
Half-Life: Blue Shift даёт возможность поиграть уже за охранника Чёрной Мезы, Барни Калхауна (изначально она разрабатывалась для порта на Dreamcast, но после его отмены была выпущена на ПК). Blue Shift добавляет High Definition Pack, улучшающий внешний вид Half-Life и Opposing Force (в частности, увеличивает количество полигонов в моделях и добавляет более качественные текстуры).
Half-Life: Decay, изначально вышедшая как дополнение к версии для PlayStation 2, предполагает совместную игру двух игроков, которые вместе сражаются и разгадывают загадки. 23 сентября 2008 года группой украинских энтузиастов была выпущена модификация, представляющая собой неофициальный порт игры на ПК.
В 2000 году был выпущен сборник Half-Life Platinum Collection. Он включал:
- Half-Life
- Counter-Strike
- Team Fortress Classic
- Half-Life: Opposing Force

В 2002 году сборник был переиздан с добавленной в него Half-Life: Blue Shift.
В 2005 году был выпущен новый сборник «Half-Life 1 Антология», содержащий Half-Life, два официальных дополнения и Team Fortress Classic.
Valve продолжает поддерживать игру, регулярно выпуская патчи с устранением ошибок и добавляя новые возможности для игры. В 2013 году компания выпустила версии игры для Mac OS X и Linux, спустя пятнадцать лет после первоначального релиза для Windows.
18 ноября 2023 года, накануне своего двадцатипятилетия, Half-Life получила крупное обновление, включающее в себя демоверсию Half-Life: Uplink в качестве отдельной кампании, графические и технические улучшения, а также поддержку портативной игровой системы Steam Deck. Кроме того, были добавлены некоторые карты и игровые персонажи для многопользовательского режима из сборника Half-Life: Further Data, четыре новых сетевых карты и две модели персонажей для игроков из раннего этапа разработки игры.

### Сиквел
Продолжение, Half-Life 2, впервые было продемонстрировано на E3 в мае 2003 года, что вызвало вспышку интереса к игре. В нём игрок снова играет за Гордона Фримена, на этот раз примерно через 20 лет после инцидента в Чёрной Мезе, в антиутопичном восточноевропейском городе «Сити-17», где бывший учёный должен сражаться вместе с повстанцами против тоталитарного режима — Альянса. После ряда задержек Half-Life 2 была выпущена 16 ноября 2004 года. Сиквел получил всеобщее признание критиков и игроков, не менее 39 изданий признало Half-Life 2 игрой года.

### Модификации
Благодаря открытой архитектуре движка GoldSrc, позволяющей быстро изменять игровые параметры, поклонники игры создали большое количество модификаций. В них игроку предлагается изменённое оружие, новые враги и уровни. Некоторые модификации представляют собой отдельные игры с собственным сюжетом, графикой и/или геймплеем, связанные с Half-Life только общими игровыми ресурсами (яркий пример — игра Cry of Fear). Valve не препятствовала созданию сторонних модификаций и даже выпустила комплект средств разработки, включающий в себя редакторы текстур, моделей и уровней, которые были специально созданы или обновлены для работы с Half-Life.
SDK для Half-Life использовался в разработке ряда многопользовательских модификаций, таких как Counter-Strike (CS), Team Fortress Classic (TFC), Day of Defeat (DOD), Deathmatch Classic (DMC), а также для создания сюжетных однопользовательских модификаций, например, Poke646 и Poke646: Vendetta, Wanted!, Half-Life Rally, Digital Paintball и другие.
TFC и DMC изначально были штатными разработками Valve Software; Counter-Strike, DOD и некоторые другие, создавать которые начали независимые разработчики, получили поддержку от Valve позже. Существовала также, например, бесплатная командная многопользовательская модификация с названием Underworld Bloodline, созданная для продвижения фильма «Другой мир».

### Переиздание
В 2004 году Valve выпустила переиздание первой части на базе игрового движка второй, носящее название Half-Life: Source. Более современный движок позволил улучшить некоторые эффекты (например, значительно реалистичнее выглядят водные поверхности и эффекты от попадания пуль), однако из-за использования текстур и моделей из оригинальной игры графика коренным образом не улучшилась.

### Ремейк
Задачу переноса игры на движок Source с целью значительного улучшения графики и сохранения оригинальной атмосферы решили выполнить независимые разработчики Crowbar Collective (ранее Black Mesa Team). Проект под названием Black Mesa в течение восьми лет находился в стадии разработки — лишь 14 сентября 2012 года первая часть игры (до попадания главного героя в Зен) стала доступна для бесплатной загрузки на официальном сайте проекта. 5 мая 2015 года состоялся релиз игры в Steam, а 6 марта 2020 года вышла версия 1.0, в которой стали доступны к прохождению главы Зена и были полностью переработаны остальные главы.

## Саундтрек
Саундтрек Half-Life написан композитором Келли Бэйли. Главную тему порта Half-Life на PlayStation 2 написал композитор Бен Хаудж. Саундтрек начал распространялся Sierra на CD вместе с выпуском игры, а в 2020 Valve переиздала саундтрек своих игр, включая Half-Life, на лейбле Ipecac.
| №   | Название                                              | Длительность |
| --- | ----------------------------------------------------- | ------------ |
| 1.  | «Adrenaline Horror»                                   | 02:09        |
| 2.  | «Vague Voices (Black Mesa Inbound)»                   | 02:11        |
| 3.  | «Klaxon Beat»                                         | 01:00        |
| 4.  | «Space Ocean (Echoes of a Resonance Cascade)»         | 01:36        |
| 5.  | «Cavern Ambiance (Zero Point Energy Field)»           | 01:39        |
| 6.  | «Apprehensive Short»                                  | 00:23        |
| 7.  | «Bass String Short»                                   | 00:08        |
| 8.  | «Hurricane Strings (Neutrino Trap)»                   | 01:33        |
| 9.  | «Diabolical Adrenaline Guitar (Lambda Core)»          | 01:44        |
| 10. | «Valve Theme [Long Version] (Hazardous Environments)» | 01:22        |
| 11. | «Nepal Monastery»                                     | 02:08        |
| 12. | «Alien Shock (Biozeminade Fragment)»                  | 00:36        |
| 13. | «Sirens in the Distance (Triple Entanglement)»        | 01:12        |
| 14. | «Nuclear Mission Jam (Something Secret Steers Us)»    | 02:00        |
| 15. | «Scared Confusion Short»                              | 00:16        |
| 16. | «Drums and Riffs (Tau-9)»                             | 02:03        |
| 17. | «Hard Technology Rock»                                | 01:40        |
| 18. | «Steam in the Pipes (Negative Pressure)»              | 01:55        |
| 19. | «Electric Guitar Ambiance (Escape Array)»             | 01:24        |
| 20. | «Dimensionless Deepness (Dirac Shore)»                | 01:24        |
| 21. | «Military Precision»                                  | 01:20        |
| 22. | «Jungle Drums»                                        | 01:49        |
| 23. | «Traveling Through Limbo (Singularity)»               | 01:17        |
| 24. | «Credits / Closing Theme (Tracking Device)»           | 01:39        |
| 25. | «Threatening Short (Xen Relay)»                       | 00:37        |
| 26. | «Dark Piano Short»                                    | 00:17        |
| 27. | «Sharp Fear Short»                                    | 00:06        |

Замечание: Большинство композиций переименованы и включены в оригинальный саундтрек Half-Life 2; названия в скобках являются названиями этих же композиций в Half-Life 2 OST. На композиции 2, 12, 13 и 24 были сделаны ремиксы для сиквела.